# Laguna Sacabaya
La Laguna Sacabaya, también llamada Laguna Saquewa o Laguna Sakewa, es un lago en el oeste de Bolivia, ubicada en el Altiplano. Administrativamente se encuentra ubicado en el municipio de Sabaya de la provincia homónima en el departamento de Oruro. La laguna Sacabaya se encuentra 3.945 metros sobre el nivel del mar. El punto más alto de la zona tiene una altitud de 5.771 metros y se encuentra a 9.7 km al sur de la laguna Sacabaya. 
La laguna Sacabaya está casi cubierta de matorrales. El clima es templado con una temperatura promedio de 14 °C. El mes más caluroso es noviembre con 20 °C, y julio es el más frío, con 8 °C La precipitación media es de 461 milímetros al año. El mes más lluvioso es enero, con 186 milímetros de lluvia, y el más seco es mayo, con 7 milímetros.